# Go (film, 2001)
Pour plus de détails, voir Fiche technique et Distribution.
Go est un film japonais réalisé par Isao Yukisada, sorti en 2001, et dont le personnage principal est un Coréen.

## Synopsis
Sugihara est un zainichi, un jeune Coréen déporté au Japon durant la période d’occupation japonaise de la Corée. À cause de sa binationalité chaque jour de sa vie est un combat contre son environnement, contre le racisme et contre lui-même. Alors qu'il rencontre le grand amour, il lui cache sa véritable origine. Il n'a qu'une seule réponse à ce défi : « GO for Freedom, GO for Love, GO to Fight! ».

## Fiche technique
- Titre : Go
- Titre original : Go
- Réalisation : Isao Yukisada
- Scénario : Kankurō Kudō (Zebraman), adapté d'une nouvelle de Kazuki Kaneshiro[1]
- Production : Mitsuru Kurosawa
- Musique : Yōko Kumagai, Hidehiko Urayama
- Décors : Hiroshi Wada
- Photo : Katsumi Yanagishima
- Montage : Takeshi Imai
- Format : 1.85:1
- Pays d'origine :  Japon
- Langue originale : Japonais
- Genre : drame, romance
- Durée : 122 minutes[2]
- Dates de sortie :
  - Japon : 20 octobre 2001[2]

## Distribution
- Yōsuke Kubozuka : Sugihara (Lee)
- Kō Shibasaki : Sakurai, Tsubaki
- Shinobu Ōtake : Michiko, la mère de Sugihara
- Tarō Yamamoto : Tawake
- Tsutomu Yamazaki : Hideyoshi, le père de Sugihara
- Hirofumi Arai : Won-su
- Mitsuru Murata : Katō

## Récompenses
41 prix et 5 nominations dont :
- Japan Academy Prize 2002[3] :
  - Meilleur acteur : Yōsuke Kubozuka
  - Meilleure photographie : Katsumi Yanagishima
  - Meilleur réalisateur : Isao Yukisada
  - Meilleur montage : Takeshi Imai
  - Meilleure lumière : Hitoshi Takaya
  - Meilleur scénario : Kankurō Kudō
  - Meilleur acteur dans un second rôle : Tsutomu Yamazaki
  - Meilleure actrice dans un second rôle : Kō Shibasaki
  - Révélation de l’année : Yōsuke Kubozuka
  - Révélation de l’année : Kō Shibasaki
- Blue Ribbons Awards 2002[4] :
  - Meilleur réalisateur : Isao Yukisada
  - Meilleur acteur dans un second rôle : Tsutomu Yamazaki
  - Révélation de l’année : Kō Shibasaki